# Fernando Tambroni
Fernando Tambroni Armaroli (25. listopadu 1901 – 18. února 1963) byl italský křesťanskodemokratický politik, v roce 1960 krátce premiér Itálie. 1953–1955 ministr námořního obchodu, 1955–1959 ministr vnitra, 1959–1960 ministr národního pokladu, 1959–1960 ministr rozpočtu. Byl představitelem Křesťanskodemokratické strany (Democrazia Cristiana).
V premiérské funkci proslul tím, že se jako první křesťanskodemokratický politik v parlamentu opřel o neofašistické Italské sociální hnutí (Movimento Sociale Italiano), což vyvolalo velké nepokoje. Nejprve se 21. května 1960 konala demonstrace pořádaná Komunistickou stranou Itálie, která byla na Tambroniho pokyn tvrdě potlačena policií. Následovaly nepokoje v celé zemi. Další rozbuškou se stalo, když Tambroni povolil Italskému sociálnímu hnutí uspořádat kongres v Janově, v tradičně antifašistickém městě. To bylo považováno za provokaci a 30. června spustilo mohutné protesty, kterých se účastnily již i demokratické strany a odbory. Tambroni opět proti demonstracím nasadil policejní sílu, po celé zemi při nich zemřelo několik lidí. To vyvolalo odpor již i uvnitř Křesťanskodemokratické strany a Tambroni byl přinucen rezignovat, po pouhých 116 dnech v premiérském křesle. Jeho krátká vláda proslula též tém, že ministr kultury Umberto Tupini tvrdě cenzorsky zasáhl do slavného snímu Federica Felliniho La Dolce Vita.